# Törzs Dénes
Törzs Dénes (Kassa, 1934. szeptember 24. –) magyar származású német színész, televíziós bemondó és műsorvezető.

## Élete
1944-ben menekült az édesanyjával Németországba, Stuttgartba. Az érettségi után a düsseldorfi színiiskolába járt, melyet 1960-ban fejezett be. Pályája elején a Westfälisches Landestheater Castrop-Rauxel (WLT) és a Schlosstheater Celle színházakban játszott.
1968-tól dolgozott a Norddeutscher Rundfunk (NDR) (magyarul: Északnémet Rádió és Televízió) alkalmazásában. Kezdetben az NDR rádióadásainál dolgozott mint bemondó és műsorvezető. Első televíziós szereplése 1977-ben volt az NDR délutáni műsorsávjában.
1977 és 2004. december 31. között az NDR televízió bemondójaként és műsorvezetőjeként vált ismertté Németországban. Védjegyévé váltak a bő, kötött pulóverei, melyeket a műsorok alatt nagyrészt viselt, erről később így nyilatkozott: 
"Szeretek úgy öltözni, mint a televízió előtt ülő emberek. Ezzel nem tartok akkora távolságot tőlük. Amikor látják, azt mondják: Nézd, ő is egy közülünk!"
2004. december 31-én nyugdíjba vonult a csatornától, és ez a klasszikus televíziós bemondók korszakának végét is jelentette Németországban, mivel már ő volt közülük az utolsó.
Nős, két fia és négy unokája van.

## Filmjei[7]
- 1969: Der Mann mit dem Glasauge [Az ember az üvegszemmel]
- 1969: Die Engel von St. Pauli [Szent Pauli angyalai]
- 1970: Dem Täter auf der Spur – Froschmänner [Az elkövető nyomában - békalakók]
- 1970: Hamburg Transit [Hamburgi tranzit]
- 1971: Tetthely (Tatort)  – Kressin und der tote Mann im Fleet (televíziós sorozat, 3. epizód)
- 1971: Tetthely – Exklusiv! (televíziós sorozat, 9. epizód)
- 1972: Hoopers letzte Jagd [Hooper utolsó vadászata]
- 1972: Die Melchiors – Strauchritter auf der Messerstrasse [A Melchiors - cserje lovagok a Messerstrasse-n]
- 1973: Zinksärge für die Goldjungen [Cink koporsók az arany fiúk számára]
- 1974: Die schöne Marianne – Das Portrait [A gyönyörű Marianne - a portré]
- 1975: Schaurige Geschichten [Ijesztő történetek]
- 1977: Aus dem Logbuch der Peter Petersen [Peter Petersen naplójából]
- 1978: PS Geschichten rund ums Auto Brozinski [PS történetek a Brozinski autóról]
- 1979: Timm Thaler (televíziós sorozat)
- 1982/88/90/93–94: Schwarz-Rot-Gold [Fekete-Piros-arany]
- 1994: Rotwang muss weg! [Rotwangnek el kell mennie!]

## Műsorai
- 1977–2004: Műsorbemondó (NDR)
- 1986: Kinder, wie die Zeit vergeht (SFB)
- 1990–1993: Lieder so schön wie der Norden (NDR / ARD)
- 1991–2001: Wünsch Dir was (Dagmar Frederic-kel; NDR, ORB)
- 1996: Nonstop Comedy (NDR)
- 1999: Wünsch Dir was unterwegs (NDR, ORB)
- 2002: Schleswig-Holstein Musik Festival

- Jazz-Festival „Swinging Hamburg“